# 김대훈 (1956년)
김대훈(金大勳, 1956년 ~ )은 대한민국의 기업인이다

## 학력
- 경기고등학교
- 서울대학교 경영학 학사
- KAIST 산업공학 석사
- 스탠포드대 경영자과정(SEP) 수료
- 하버드대 경영자과정(AMP) 수료

## 약력
- 2010년 LG CNS 대표이사
- 2009년 서브원 G엔지니어링사업본부장
- 2005년 LG CNS 공공금융사업본부장
- 2002년 LG CNS 사업지원본부장 부사장
- 2000년 LG CNS 전자사업부장 상무
- 1996년 LG CNS 컨설팅부문 이사대우
- 1994년 LG CNS(舊 LG-EDS시스템) 컨설팅부문 본부장/대법원프로젝트팀 본부장 겸임
- 1988년 LG그룹 회장실 부장
- 1979년 LG전자 입사